# 마쓰마에 모리히로
마쓰마에 모리히로(일본어: 松前盛廣, 1571년 ~ 1608년 3월 7일)는 마쓰마에번의 초대 번주 마쓰마에 요시히로의 장남이다.
도요토미 히데요시 사후 아버지 요시히로와 함께 도쿠가와 이에야스를 섬겼으며, 마쓰마에 번의 후계자로 결정되었다. 1601년, 종5위하 와카사노카미(若狭守)에 서임되었으나, 1608년, 아버지보다 먼저 38세의 나이로 세상을 떴다.
시모쿠니 나오스에(下国直季)의 딸과의 사이에서 난 아들 긴히로(公廣)가 요시히로의 후계자로 가독을 잇게 되었다.